# Earl Bostic
Earl Bostic (Tulsa, Oklahoma, 25 de abril de 1912 – Rochester, Nova Iorque, 28 de outubro de 1965) foi um saxofonista, compositor, arranjador e maestro norte-americano, um pioneiro do estilo R&B no pós-guerra.

## Discografia
- Haven't Named It Yet, Avec Hampton, 1939
- Flamingo, 1951
- Home Sweet Home Rock, 1958